# Lac de la Cinda Blanque
Le lac de la Cinda Blanque est un petit lac de montagne situé à 2 376 mètres d'altitude sur la commune des Eaux-Bonnes, en amont du cirque de Gourette. C'est l'un des lacs du massif pyrénéen, situé en pays de Béarn.

## Géographie
Le lac est situé au sein du domaine skiable de Gourette, et au pied de la Pène Blanque sur un petit plateau d'altitude délimité par les flancs de la Pène Médaa et le col d'Anglas menant au lac du même nom à l'est, la Pène Blanque au sud, et une ancienne cuvette glaciaire au sein de laquelle se trouvent les lacs du Plaa Ségouné, eux-mêmes situés au pied du pic d'Amoulat et du pic de Ger à l'ouest. Ses eaux ne se déversent pas par un cours d'eau, mais s'infiltrent dans le substrat karstique sur lequel il demeure.
Ce petit lac fait 0.2 hectares. Ses eaux claires sont recouvertes par la neige à chaque hiver.
La piste de ski "Pène Blanque" ainsi que la gare d'arrivée de la remontée mécanique "Anglas" se situent à proximité.

## Voies d'accès
La particularité de la situation du lac oblige les randonneurs à ne circuler que sur le domaine skiable de Gourette, et ainsi sur ses pistes de ski. À partir de Gourette, il est nécessaire de rejoindre le plateau de Bézou, puis de remonter le vallon situé entre la Pène Médaa et le pic de Ger. En suivant les pistes de ski, la randonnée rejoint rapidement le Plaa Ségouné - plateau d'altitude - d'où il faut continuer à monter en direction du sud vers la Pène Blanque en utilisant les pistes de ski. Arrivé au pied de la Pène Blanque, les pistes se dirigent vers le col d'Anglas, le lac se situe sur la droite.
La durée de la randonnée est estimée entre 3h30 et 5h.